# Shotor Sang
Shotor Sang (persiska: شتر سنگ) är en ort i Iran.   Den ligger i provinsen Khorasan, i den nordöstra delen av landet, 600 km öster om huvudstaden Teheran. Shotor Sang ligger 1 617 meter över havet och antalet invånare är 115.
Terrängen runt Shotor Sang är lite kuperad.Runt Shotor Sang är det ganska tätbefolkat, med 56 invånare per kvadratkilometer. Närmaste större samhälle är Tellī, 9,1 km öster om Shotor Sang. Omgivningarna runt Shotor Sang är i huvudsak ett öppet busklandskap.